# Mnichov (ort i Tjeckien, Karlovy Vary)
Mnichov är en ort i Tjeckien.   Den ligger i regionen Karlovy Vary, i den västra delen av landet, 120 km väster om huvudstaden Prag. Mnichov ligger 737 meter över havet och antalet invånare är 351.
Terrängen runt Mnichov är platt åt sydväst, men åt nordost är den kuperad. Terrängen runt Mnichov sluttar österut.Runt Mnichov är det ganska glesbefolkat, med 26 invånare per kvadratkilometer. Närmaste större samhälle är Sokolov, 19,1 km nordväst om Mnichov. Omgivningarna runt Mnichov är en mosaik av jordbruksmark och naturlig växtlighet.